# Alexandru Radu
Alexandru Radu (* 9. května 1997, Ploiești) je rumunský fotbalový obránce. Od roku 2014 působí v rumunském klubu FC Petrolul Ploiești.

## Klubová kariéra
V rumunské nejvyšší lize debutoval za FC Petrolul Ploiești v sezóně 2013/14.